# Brukske
Brukske is een wijk in Venray, ten zuidoosten van het centrum, en gebouwd in de jaren '70 van de 20e eeuw.
De wijk kent aspecten van een zogeheten bloemkoolwijk, met veelal eengezinswoningen gebouwd om hofjes. De wijk telt (2016) ongeveer 5000 inwoners en is multicultureel georiënteerd.
Ten noorden van de wijk ligt het psychiatrisch ziekenhuis Sint-Servatius.
Er is een wijkcentrum (De Kiosk) en een protestantse, voorheen katholieke, kerk: de Zonneliedkerk.